# Primnoisis sparsa
Primnoisis sparsa is een zachte koraalsoort uit de familie Isididae. De koraalsoort komt uit het geslacht Primnoisis. Primnoisis sparsa werd in 1889 voor het eerst wetenschappelijk beschreven door Wright & Studer. 